# Odense Boldklub 2014-2015
Questa voce raccoglie le informazioni riguardanti l'Odense Boldklub nelle competizioni ufficiali della stagione 2014-2015.

## Maglie e sponsor
Lo sponsor tecnico per la stagione 2014-2015 è Puma, mentre lo sponsor ufficiale è Carlsberg. La divisa casalinga è costituita da una maglietta a strisce blu e bianche, con pantaloncini blu e calzettoni bianchi. Quella da trasferta prevede una maglia nera con una striscia orizzontale gialla, con pantaloncini e calzettoni neri.
| Casa | Trasferta |

## Rosa
| N. |                      | Ruolo | Calciatore           |
| -- | -------------------- | ----- | -------------------- |
| 1  | Danimarca (bandiera) | P     | Emil Ousager         |
| 2  | Danimarca (bandiera) | D     | Mikkel Kirkeskov     |
| 3  | Danimarca (bandiera) | D     | Kasper Larsen        |
| 5  | Danimarca (bandiera) | D     | Lasse Nielsen        |
| 6  | Guinea (bandiera)    | D     | Mohammed Diarra      |
| 7  | Danimarca (bandiera) | C     | Emil Larsen          |
| 8  | Danimarca (bandiera) | C     | Martin Spelmann      |
| 9  | Danimarca (bandiera) | A     | Rasmus Falk Jensen   |
| 10 | Croazia (bandiera)   | A     | Darko Bodul          |
| 11 | Danimarca (bandiera) | A     | Lucas Jensen         |
| 13 | Georgia (bandiera)   | A     | Vladimer Dvalishvili |
| 15 | Danimarca (bandiera) | D     | Lasse Kryger         |

| N. |                      | Ruolo | Calciatore            |
| -- | -------------------- | ----- | --------------------- |
| 16 | Danimarca (bandiera) | C     | Jacob Schoop          |
| 17 | Danimarca (bandiera) | P     | Mads Toppel           |
| 18 | Danimarca (bandiera) | C     | Azer Busuladzic       |
| 19 | Danimarca (bandiera) | C     | Mikkel Desler         |
| 20 | Danimarca (bandiera) | D     | Jacob Barrett Laursen |
| 21 | Danimarca (bandiera) | A     | Mathias Greve         |
| 22 | Islanda (bandiera)   | C     | Ari Freyr Skúlason    |
| 23 | Danimarca (bandiera) | A     | Thomas Mikkelsen      |
| 24 | Norvegia (bandiera)  | D     | Espen Ruud            |
| 26 | Danimarca (bandiera) | D     | Daniel Høegh          |
| 27 | Danimarca (bandiera) | P     | Casper Radza          |
| 29 | Danimarca (bandiera) | A     | Anders Thomsen        |

## Calciomercato

### Sessione estiva(dal 01/07 al 01/09)
| Arrivi | Arrivi                | Arrivi     | Arrivi     |
| R.     | Nome                  | da         | Modalità   |
| ------ | --------------------- | ---------- | ---------- |
| P      | Emil Ousager          |            | svincolato |
| D      | Jacob Barrett Laursen | Juventus   | definitivo |
| D      | Mikkel Kirkeskov      | Aarhus     | definitivo |
| D      | Lasse Kryger          | Horsens    | definitivo |
| D      | Lasse Nielsen         |            | svincolato |
| A      | Vladimer Dvalishvili  |            | svincolato |
| A      | Lucas Jensen          |            | svincolato |
| A      | Thomas Mikkelsen      | Fredericia | definitivo |

| Partenze         | Partenze                  | Partenze      | Partenze      |
| R.               | Nome                      | a             | Modalità      |
| ---------------- | ------------------------- | ------------- | ------------- |
| P                | Jesper Christiansen       |               | svincolato    |
| D                | Emil Jørgensen            | Roskilde      | prestito      |
| D                | Anders Møller Christensen |               | svincolato    |
| C                | Cedric N'Koum             |               | svincolato    |
| C                | Conor O'Brien             |               | svincolato    |
| C                | Krisztián Vadócz          |               | svincolato    |
| A                | Mustafa Abdellaoue        | Copenaghen    | fine prestito |
| A                | Dušan Đurić               | Valenciennes  | fine prestito |
| A                | Bashkim Kadrii            | Copenaghen    | definitivo    |
| A                | Morten Skoubo             | Delhi Dynamos | definitivo    |
| Altre operazioni |                           |               |               |
| R.               | Nome                      | da            | Modalità      |
| D                | Jacob Barrett Laursen     | Juventus      | fine prestito |

### Sessione invernale(dal 01/01 al 31/01)
| Arrivi | Arrivi              | Arrivi      | Arrivi     |
| R.     | Nome                | da          | Modalità   |
| ------ | ------------------- | ----------- | ---------- |
| D      | Hallgrímur Jónasson | SønderjyskE | definitivo |

| Partenze | Partenze | Partenze | Partenze |
| R.       | Nome     | a        | Modalità |
| -------- | -------- | -------- | -------- |

## Risultati

### Superligaen
| Arbitro: | Poulsen |

|               |           |                 |
| K. Larsen 79’ | Marcatori | 9’, 85’ Hvilsom |

| Arbitro: | Kjærsgaard-Andersen (Højbjerg) |

|                                               |           |               |
| Festersen 9’ Skúlason 23’ (aut.) Sørensen 50’ | Marcatori | 64’ E. Larsen |

| Arbitro: | Tykgaard (Holstebro) |

|                 |           |                |
| Falk Jensen 79’ | Marcatori | 66’ Kristensen |

| Arbitro: | Johansen |

|            |           |           |
| Rashani 8’ | Marcatori | 90’ Høegh |

| Arbitro: | Kehlet |

|  |           |                           |
|  | Marcatori | 34’ E. Larsen 68’ Nielsen |

| Arbitro: | Maae (Højbjerg) |

|  |           |            |
|  | Marcatori | 45’ Kadrii |

| Arbitro: | Johansen |

|                             |           |                               |
| Igboun 42’, 56’, 90’ (rig.) | Marcatori | 55’ K. Larsen 70’ Dvalishvili |

| Arbitro: | Kjærsgaard-Andersen (Højbjerg) |

|              |           |           |
| Spelmann 14’ | Marcatori | 84’ Guira |

| Arbitro: | Christoffersen |

|                       |           |           |
| Vingaard 35’ Bech 68’ | Marcatori | 67’ Bodul |

| Arbitro: | Maae (Højbjerg) |

|                           |           |  |
| Skúlason 7’ Mikkelsen 63’ | Marcatori |  |

| Arbitro: | Mogensen |

|                               |           |  |
| Ankersen 32’ (rig.) Söder 68’ | Marcatori |  |

| Arbitro: | Mogensen |

|                                      |           |  |
| Bjarnason 13’ Lundberg 33’ Ishak 38’ | Marcatori |  |

### Coppa di Danimarca
| Brønshøj 24 settembre 2014, ore 18:00 Secondo turno | Brønshøj       | 1 – 0 referto | Odense | Tingbjerg Idrætspark (602 spett.)\| Arbitro: \| Christoffersen \| |
| Arbitro:                                            | Christoffersen |               |        |                                                                   |